# Vereniging Zelfstandigen Nederland
Vereniging Zelfstandigen Nederland (VZN) is een koepelvereniging van ondernemersorganisaties voor zelfstandigen zonder personeel (zzp'ers). De vereniging, die wil opkomen voor de belangen van zelfstandigen, bestaat sinds september 2020. Via de bij VZN aangesloten organisaties vertegenwoordigt de koepelvereniging circa 130.000 (2025) zelfstandigen die werkzaam zijn in alle regio's van Nederland en in verschillende sectoren zoals:  (af)bouw en infra, zorg, kunst en cultuur, zakelijke dienstverlening, particuliere dienstverlening, ICT, sport, onderwijs en media. 
De vereniging heeft geen winstoogmerk. De vereniging verleent geen diensten aan individuele zzp'ers maar richt zich uitsluitend op de lobby in politiek Den Haag en aan maatschappelijke overlegtafels, inzake onderwerpen als de aanpak van schijnzelfstandigheid en de verplichte arbeidsongeschiktheidsverzekeringen voor zzp'ers.  
VZN-voorzitter Cristel van de Ven bekleedt sinds april 2022 een zetel voor zelfstandigen in de Sociaal-Economische Raad aan ondernemerszijde.